# پراتولین
پراتولین (به لهستانی:  Pratulin) یک روستا در لهستان است که در گمینا روکیتنو واقع شده‌است.